# 비디오 게임 에뮬레이터 목록
다음은 아케이드 게임, 가정용 게임기, 휴대용 게임기의 비디오 게임 시스템 에뮬레이터 목록이다.

## 아타리
아타리 2600
- PC 아타리 에뮬레이터
- 스텔라

## 마이크로소프트
엑스박스 360
- 제니아

## 닌텐도

### 가정용 콘솔
패밀리 컴퓨터
- FCEUX
- NESticle
- Nestopia
- RockNES X

슈퍼 패미컴
- Snes9x
- ZSNES
- BSNES

닌텐도 64
- 1964
- Mupen64Plus
- 프로젝트64(Project64)
- 프로젝트 언리얼리티(Project Unreality)
- UltraHLE
- MN64(MegaN64)

닌텐도 게임큐브/Wii
- 돌핀(Dolphin)

Wii U
- Cemu

### 핸드헬드
게임보이 어드밴스
- BoycottAdvance
- 비주얼보이어드밴스 (게임보이와 게임보이 컬러도 지원)

닌텐도 DS
- DeSmuME
- NO$GBA (게임보이 어드밴스도 지원)

닌텐도 3DS
- Citra

## 세가
드림캐스트
- nullDC

## 소니
플레이스테이션
- Bleem!
- bleemcast!
- 커넥틱스 버추얼 게임 스테이션(Connectix Virtual Game Station)
- EPSXe
- PCSX

플레이스테이션 2
- PCSX2

플레이스테이션 3
- RPCS3

플레이스테이션 포터블
- PPSSPP

## 멀티 시스템 에뮬레이터
멀티 시스템 에뮬레이터는 여러 시스템의 기능을 에뮬레이트할 수 있다.
- higan
- MAME, MESS
- Mednafen
- OpenEmu
- RetroArch
- UAE
- matstu player
- BizHawk

## 같이 보기
- 에뮬레이터
- 컴퓨터 시스템 에뮬레이터 목록
- 에뮬레이터 목록
- 비디오 게임 콘솔 에뮬레이터